# José María Cervera Lloret
José María Cervera Lloret (* 13. März 1910 in Alborache; † 2. Juni 2002 in Picassent) war ein spanischer Komponist, Musikpädagoge und Dirigent.
Er war Professor für Komposition und Harmonielehre am Konservatorium von Valencia. Ferner war er Dirigent von verschiedenen bekannten Blasorchestern, wie z. B. von 1952 bis 1954 Ateneo Musical y Enseñanza "Banda Primitiva" de Llíria, Provinz Valencia, Spanien, den Centro Artîstico Musical de Moncada, Provinz Valencia, Spanien sowie Societat Musical Santa Cecilia d'Alcàsser. Seine Kompositionen wurden mit zahlreichen Auszeichnungen und Preisen versehen.

## Werke

### Werke für Orchester
- Obertura Clásica

### Werke für Blasorchester
- Paisaje Levantino Sinfonische Dichtung
  1. Lento
  2. Allegro
  3. Andante
  4. Menos
  5. Poco Mas
- Ricercare

| Personendaten    | Personendaten              |
| ---------------- | -------------------------- |
| NAME             | Cervera Lloret, José María |
| KURZBESCHREIBUNG | spanischer Komponist       |
| GEBURTSDATUM     | 13. März 1910              |
| GEBURTSORT       | Alborache, Spanien         |
| STERBEDATUM      | 2. Juni 2002               |
| STERBEORT        | Picassent, Spanien         |